# 마이오티스늪

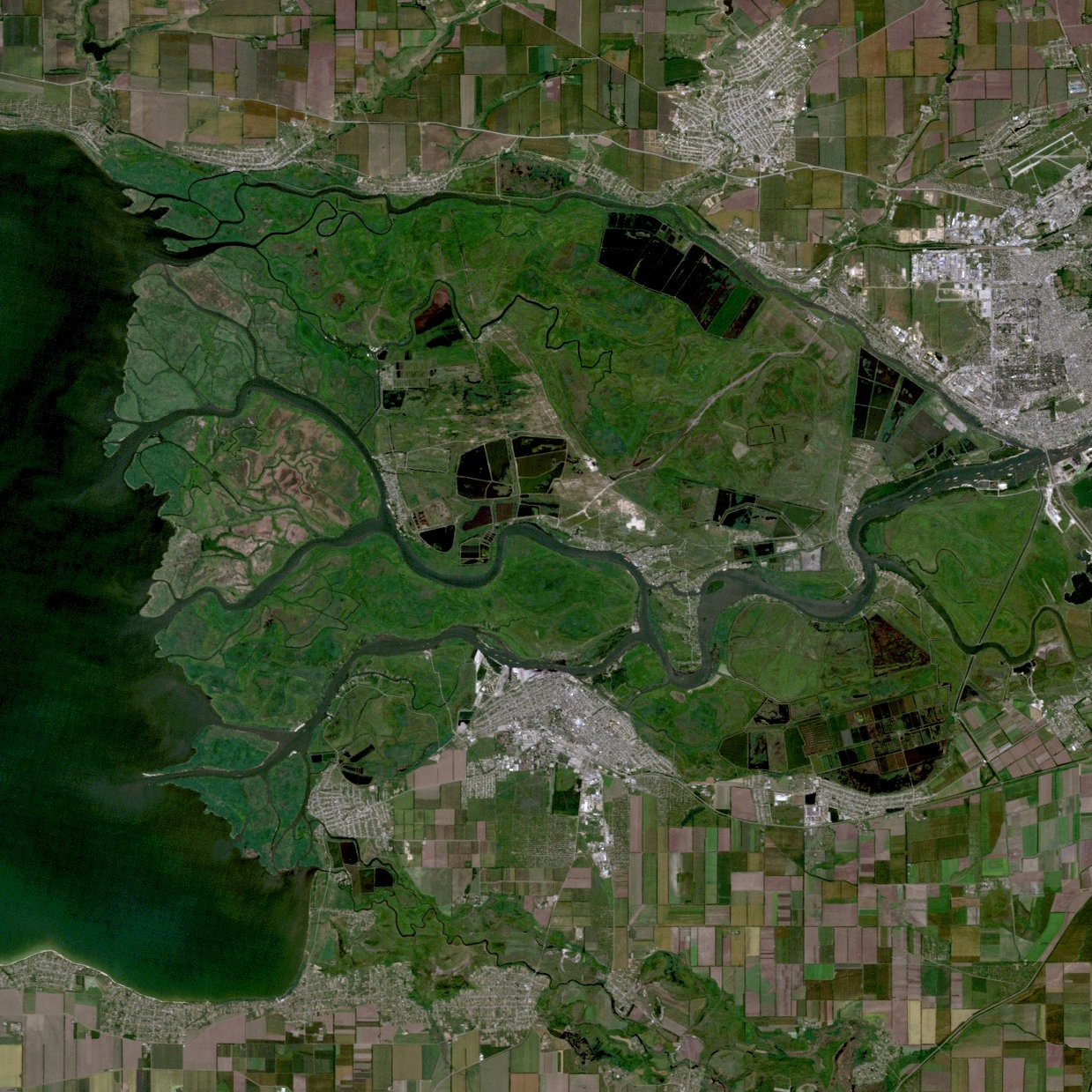

마이오티스 늪(고대 그리스어: ἡ Μαιῶτις λίμνη 헤 마이오티스 림네[*], 라틴어: Palus Maeotis 팔루스 마이오티스[*])는 서양 고전문헌에서 등장하는 지명이다. 스키티아의 타나이스강(오늘날의 남러시아 돈강) 하구를 가리키기도 하고 어떤 문헌에서는 아조프해 전체를 가리키기도 하는 등 제각각이다. 아조프해를 가리킬 때는 마이오티스호(라틴어: Lacus Maeotis 라쿠스 마이오티스[*])라고도 했다. 그 일대에 사는 사람들을 마이오티아인이라고 했는데, 민족 이름에서 지명이 왔는지 지명에서 민족 이름이 왔는지 불확실하다.